# Bundesstraße 166
Die Bundesstraße 166 (Abkürzung: B 166) ist eine deutsche Bundesstraße im Bundesland Brandenburg.

## Überblick
- Länge: 34,5 km
- Anfangspunkt: Autobahndreieck Kreuz Uckermark
- Endpunkt: Schwedt/Oder, Grenzübergang

## Verlauf
- Autobahndreieck Kreuz Uckermark (A 11 /  A 20) bei Gramzow (0,0 km)
- Passow (14,5 km)
- Schwedt/Oder (28,0 km) → B 2
- Grenzübergang nach Polen Oderbrücke vor Krajnik Dolny (Nieder-Kränig) (34,5 km)

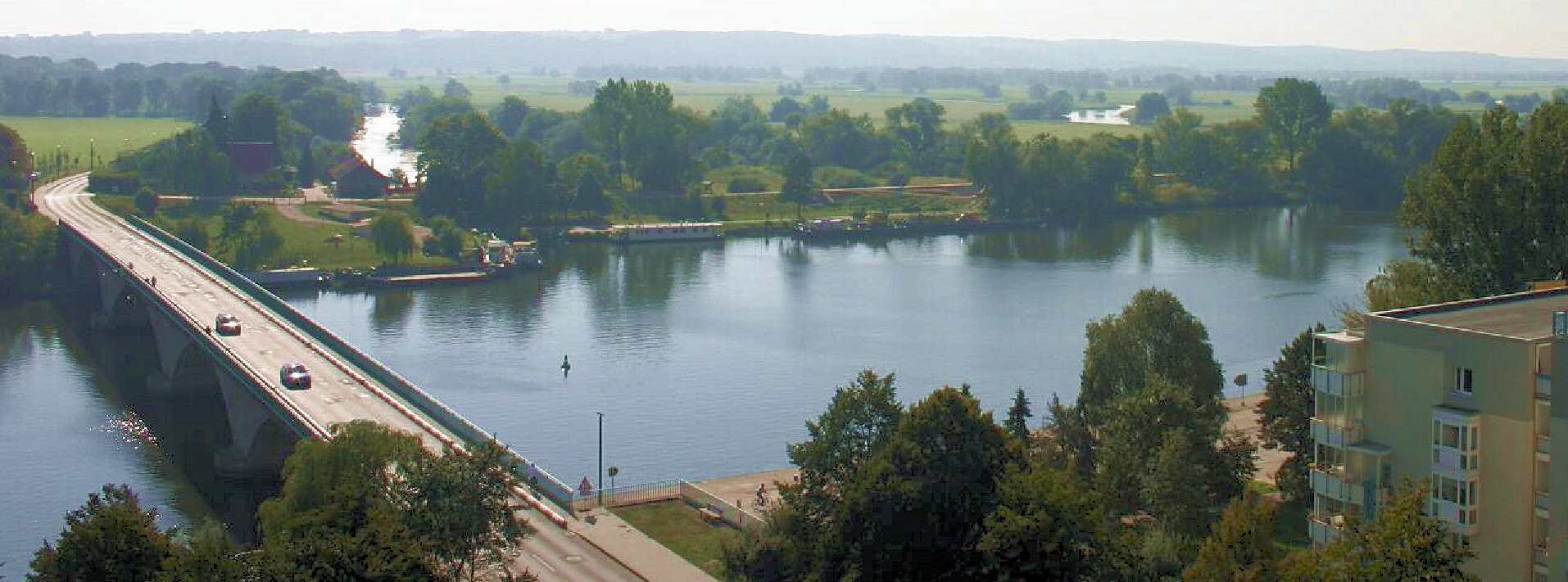
Bundesstraße 166 in Schwedt/Oder
Brücke über die Hohensaaten-Friedrichsthaler Wasserstraße

Seit Ende 2006 besteht die südliche Ortsumgehung von Passow. Damit ist diese Bundesstraße Autobahnzubringer für die Tanklastzüge aus der Erdölraffinerie Schwedt/Oder (PCK-Raffinerie) GmbH ohne Ortsdurchfahrten.

## Planungen
Das Land Brandenburg und damit auch der Landesbetrieb Straßenwesen beantragte 2014 beim Bund den Ausbau der B 166. Dadurch sollte Schwedt eine Nordumfahrung erhalten, die über die Oder bis zum polnischen Ort Ognica (Nipperwiese) führt. Jedoch schaffte es das Projekt nicht in den 2016 veröffentlichten Bundesverkehrswegeplan 2030, da laut Verkehrsministerium kein Bedarf bestehe. Damit wird dieses Projekt vorerst nicht realisiert.

## Weiteres
Bis zum Ende des Deutschen Reiches im Jahre 1945 hatte die damalige Reichsstraße 166 eine Länge von 84,3 km und führte bis nach Zorndorf, dem heutigen Sarbinowo. Der Verlauf:
- Königsberg/Nm. (poln. Chojna) (42,3 km) → Reichsstraße 158
- Vietnitz (poln. Witnica Chojenska) (53,9 km)
- Bärwalde/Nm. (poln. Mieszkowice) (63,5 km)
- Zorndorf (poln. Sarbinowo) (84,3 km) → Reichsstraße 112